# イソフラボン 7-O-メチルトランスフェラーゼ
イソフラボン 7-O-メチルトランスフェラーゼ(Isoflavone 7-O-methyltransferase、EC 2.1.1.150)は、以下の化学反応を触媒する酵素である。
S-アデノシル-L-メチオニン + 7-ヒドロキシイソフラボン{\displaystyle \rightleftharpoons }S-アデノシル-L-ホモシステイン + 7-メトキシイソフラボン
従って、この酵素の2つの基質はS-アデノシル-L-メチオニンと7-ヒドロキシイソフラボン、2つの生成物はS-アデノシル-L-ホモシステインと7-メトキシイソフラボンである。
この酵素は、転移酵素、特に1炭素基を転移させるメチルトランスフェラーゼのファミリーに属する。系統名は、S-アデノシル-L-メチオニン:ヒドロキシイソフラボン 7-O-メチルトランスフェラーゼである。この酵素は、イソフラボノイドの生合成に関与している。